# SV VIOS
VIOS (voluit: Vooruit Is Ons Streven) is een handbalvereniging uit Heythuysen. 

## Geschiedenis
VIOS is op 6 februari 1955 opgericht als een dameshandbalvereniging onder de naam HJV (Heytser Jongeren Vereniging). Pas in 1962 is er een herentak bij de vereniging ontstaan. Aanvankelijk werd nog 11-handbal gespeeld op de velden van de voetbalvereniging uit Heythuysen. Wel had VIOS toen al een bescheiden clublokaal. In 1963 wordt HJV omgedoopt in sportvereniging VIOS.
Begin 70-er jaren had VIOS de beschikking gekregen over een eigen accommodatie inclusief kantine aan de sportlaan in Heythuysen. Vanaf 1972 wordt in de sporthal van Heythuysen het zaalhandbal gespeeld. Daarvoor was men aangewezen op de sporthal van Roermond.
Bij het eerste herenteam begon de sportieve opgang aan het eind van de jaren '70 en het begin van de jaren '80. Via kampioenschappen in de regionale 3e, 2e en 1e klasse werd in 1982 de promotie naar de provinciale klasse, de hoogste niet-landelijke klasse) gerealiseerd. Na diverse hoge klasseringen in deze competitie werd in 1989 de promotie naar de landelijke 3e divisie een feit. In april 1999 werd zelfs een plek in de tweede divisie afgedwongen. Tijdens de herinrichting van de handbalcompetitie in 2002 degradeerde de heren uit de tweede divisie. Sinds het seizoen 2020/2021 speelt het eerste herenteam weer in de tweede divisie.
Naast de successen in competitieverband werd ook tweemaal de afdelingsbeker van het NHV-Limburg gewonnen (1988 en 1989).